# Lac Griffin
Pour les articles homonymes, voir Griffin.
Le lac Griffin est un lac de Colombie-Britannique, au Canada. Il est situé le long du cours de l'Eagle River en aval du lac Three Valley.